# 아이언 렁

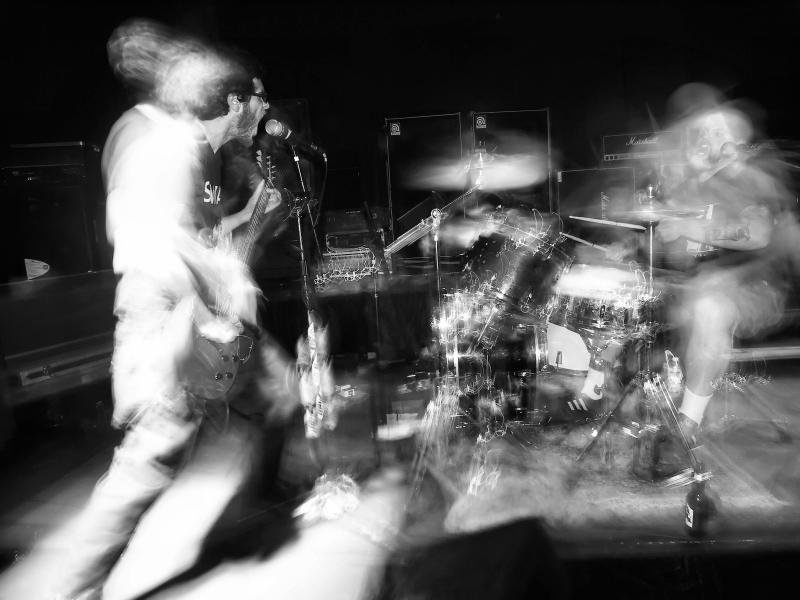

아이언 렁(Iron Lung)은 미국 워싱턴주 시애틀에 기반을 둔 미국의 파워바이올런스(powerviolence) 듀오이다. 1999년 네바다주 리노에서 결성된 이 밴드는 캘리포니아주 오클랜드에서 시간을 보낸 후 현재 시애틀에 있다. 라이브 활동에서 밴드는 미국, 아시아, 호주 및 유럽 전역을 광범위하게 여행했다. 프랭크 레코드(Prank Records), 625 스래시코어(625 Thrashcore) 및 자체 레이블인 아이언 렁 레코드(Iron Lung Records)를 포함한 여러 레이블에서 음악을 발표했다. 최근 몇 년 동안 밴드는 이전에 러닝 포 커버(Running for Cover)의 해트리스 서지(Hatred Surge) 및 데이브 베일리를 포함하여 하드코어 펑크 및 파워바이올런스 씬의 다른 멤버들과 협력했다. 2009년에는 Public Humiliation이라는 제목의 앨범이 발매되었다. 아이언 렁과 코틀랜드(Kortland), 그리고 워드(Ward)의 사이드 프로젝트인 피그 하트 트랜스플랜트(Pig Heart Transplant)와 월스(Walls) 간의 3자 협력이다. 이 녹음은 2008년 할로윈의 일회성 라이브 공연을 담고 있다. 존 코틀랜드는 여러 아이언 렁, 월스 및 PHT 릴리스의 아트워크와 다른 여러 밴드의 앨범 커버를 제작한 아트 프로젝트 피딩(Feeding)의 절반을 구성한다.

## 음반

### 스플릿
- Split 7" w/ Teen Cthulhu
- Split 7" w/ Brainoil
- Split LP/CD w/ Lana Dagales
- Split 7" w/ BG
- Split 5" w/ Quattro Stagioni
- Split 7" w/ Scurvy Bastards
- Split LP/CD w/ Shank
- Split 7" w/ Lords of Light
- Split 7" w/ Agents of Abhorrence
- Split LP w/ Withdrawal Method (unreleased, test pressings only)
- Split 7" w/ The Process
- Split LP w/ The Endless Blockade
- Split 2x7" w/ Hatred Surge, Mind Eraser and Scapegoat – Brutal Supremacy (Painkiller Records)

### EP
- Demonstrations in Pressure and Volume 7"
- "Cancer" b/w "Life of Pain" (Black Flag cover)
- Saboteur 7"

### 앨범
- Life. Iron Lung. Death.
- Sexless//No Sex
- Live at Supersonic 2009
- White Glove Test
- Savagery

### 데모 및 테이프
- 10 Song 2000 demo
- Iron Lung Comedy Hour Live
- Enterruption Hermetic Archival Series 1
- Cold Storage I cassette/CD
- Cold Storage II cassette

### 콜라보
- Iron Lung/Hatred Surge – Broken: A Collaboration 7"
- Walls/Pig Heart Transplant/Iron Lung – Public Humiliation LP
- Dead Language – Dead Language LP